# Heinäsaari (ö i Päijänne-Tavastland, Lahtis, lat 61,23, long 25,84)
Heinäsaari är en ö i Finland. Den ligger i sjön Ruotsalainen och i kommunen Asikkala i den ekonomiska regionen  Lahtis ekonomiska region  och landskapet Päijänne-Tavastland, i den södra delen av landet, 130 km norr om huvudstaden Helsingfors. Öns area är 2,9 hektar och dess största längd är 290 meter i öst-västlig riktning.